# Jules Lapierre
Jules Lapierre (Grenoble, 2 de enero de 1996) es un deportista francés que compite en esquí de fondo. Ganó una medalla de bronce en el Campeonato Mundial de Esquí Nórdico de 2021, en la prueba por relevos.

## Palmarés internacional
| Campeonato Mundial | Campeonato Mundial    | Campeonato Mundial | Campeonato Mundial |
| Año                | Lugar                 | Medalla            | Prueba             |
| ------------------ | --------------------- | ------------------ | ------------------ |
| 2021               | Oberstdorf (Alemania) | Medalla de bronce  | Relevo 4 × 10 km   |